# Варнупяй
Варнупяй (лит. Varnupiai; пол. Warnupiany) — деревня в Мариямпольском самоуправление на юго-западе Литвы.

## Достопримечательности
На территории деревни находится курган Варнупяй, один из самых впечатляющих памятников культуры ятвягов, исследованный археологами в 1971 году.

## Известные люди
- Христофор Шверницкий (1814—1894)